# 竹中 (新竹縣)
竹中位於臺灣新竹縣竹東鎮西部，其範圍主要包括頭重里、員山里及柯湖等三里，除了以竹中車站及竹中國小為中心的密集住宅區，其餘大多為田野鄉村地方。民國36年（1947年）竹東支線鐵路新竹至竹東段完成通車，本地剛好位於新竹與竹東之中間，故以「竹中」為名。現今，竹中站是六家線及內灣線交會的轉乘車站。